# Tonkpi
Le Tonkpi est une région (circonscription administrative et collectivité territoriale) située à l'ouest de la Côte d'Ivoire. Son chef-lieu est Man.
Incluse dans le district des Montagnes avec les régions du Cavally et du Guémon, elle constitue l'une des trente-et-une divisions secondaires du pays. Elle regroupe les départements de Biankouma, Danané, Man, Sipilou et Zouan-Hounien. La région du Tonkpi est administrée par un préfet, Jérôme Soro Kayaha, et un Conseil régional présidé depuis le 14 juin 2013 par Albert Toikeusse Mabri.
En 2021, sa population est de 1 047 769 habitants.

## Géographie
Le relief de la Côte d'Ivoire est généralement peu accidenté avec ses plaines et ses plateaux. Il connaît cependant une exception dans l’ouest du pays et, en particulier, dans la région du Tonkpi où la série de bas plateaux, s’enchaîne par endroits avec des zones très accidentées, aux contours variant entre des pentes moyennes et des altitudes dépassant parfois les 1 000 m. La plupart des versants des montagnes, abrupts et fracturés ainsi que les vallées encaissées, sont exposés à un risque élevé d'érosion. Les sols de type ferrallitique à fertilité chimique moyenne sont dominants et présentent, d'une manière générale, un faible couvert végétal. Il y existe également des sols développés sur des roches basiques, des sols hydromorphes dans les bas-fonds et des sols minéraux en région montagneuse.
Les hauteurs de pluie varient entre 1 300 et 2 400 mm par an. Les températures sont douces et se fixent en moyenne à 24 °C. L'hygrométrie oscille entre 80 et 85 %.
La région du Tonkpi est irriguée par les fleuves Sassandra à l’est et Cavally à l’ouest avec, chacun, de nombreux affluents qui favorisent une végétation constituée à 80 % de forêt humide. Toutefois, une partie de cette forêt est transformée en jachères à Chromolaena odorata tandis qu'une autre partie est exploitée sous forme de plantations agro-industrielles de café, de cacao ou d’hévéa.

## Démographie
La région  couvre 14 540 km2 et est peuplée par 1 047 769 habitants en 2021. Les bas plateaux ont les plus fortes densités de population rurale dans la région, avec de nombreuses localités ayant plus de 200 habitants au km2. Les Dan ou Yacouba sont le groupe ethnique autochtone dominant du territoire qui abrite également plusieurs populations ivoiriennes non autochtones ainsi que des étrangers d'origine africaine, en particulier des Guinéens, des Maliens et des Burkinabés. Les non-africains constituent une population marginale.
La langue autochtone dominante dans la région du Tonkpi est le dan [dnj] aussi connu sous les noms de da, gio, gio-dan, ya, yacouba, yakuba. La langue dan se ramifie en deux variantes principales, le dan de l’ouest, avec comme principal dialecte le blowo, et le dan de l’est, avec comme principal dialecte le gweetaawu, ainsi qu'en au moins 38 sous-dialectes.

## Politique
Albert Toikeusse Mabri, candidat de l'Union pour la démocratie et la paix en Côte d'Ivoire (UDPCI), est élu président du conseil régional lors de l'élection régionale d'avril 2013 avec 63,18 % des voix face à Blaise Siki Blon, candidat indépendant (36,82 % des voix). Albert Toikeusse Mabri, soutenu par le Rassemblement des houphouëtistes pour la démocratie et la paix (RHDP) dont fait partie l'UDPCI, est réélu président du conseil régional lors de l'élection régionale d'octobre 2018 avec 81,57 % des voix, face à Magloire Guéï Danin (indépendant, 16,2 %). Lors de l'élection de septembre 2023, Toikeusse Mabri est réélu avec 64,3 % des voix face à Edwige Diéty Wingninum, candidate indépendante (35,7 %),.

## Découpage administratif
La région du Tonkpi regroupe cinq départements et trente-trois sous-préfectures.
| Département          | Sous-préfecture    | Nombre de localités | Superficie (km2) | Densité (hab./km2) | Nombre d'habitants |
| -------------------- | ------------------ | ------------------- | ---------------- | ------------------ | ------------------ |
| Biankouma            | Biankouma          | 28                  | 657              | 115                | 75 354             |
| Biankouma            | Blapleu            | 8                   | 191              | 67                 | 12 811             |
| Biankouma            | Gbangbegouiné      | 5                   | 75               | 73                 | 5 455              |
| Biankouma            | Gbonné             | 28                  | 986              | 25                 | 24 423             |
| Biankouma            | Gouiné             | 20                  | 1 289            | 6                  | 7 112              |
| Biankouma            | Kpata              | 13                  | 207              | 51                 | 10 587             |
| Biankouma            | Santa              | 9                   | 522              | 25                 | 13 026             |
| Total Biankouma      | 7                  | 111                 | 3 927            | 52                 | 148 768            |
| Danané               | Daleu              | 20                  | 849              | 31                 | 26 180             |
| Danané               | Danané             | 59                  | 647              | 200                | 129 681            |
| Danané               | Gbon-Houyé         | 17                  | 301              | 58                 | 17 357             |
| Danané               | Kouan-Houlé        | 25                  | 495              | 50                 | 24 726             |
| Danané               | Mahapleu           | 21                  | 527              | 81                 | 42 445             |
| Danané               | Seileu             | 27                  | 166              | 132                | 21 947             |
| Danané               | Zonneu             | 16                  | 303              | 87                 | 26 509             |
| Total Danané         | 7                  | 185                 | 3 288            | 88                 | 288 845            |
| Man                  | Bogouiné           | 14                  | 207              | 79                 | 16 443             |
| Man                  | Fagnampleu         | 4                   | 51               | 89                 | 4 563              |
| Man                  | Gbangbegouiné Yati | 9                   | 125              | 90                 | 11 208             |
| Man                  | Logoualé           | 12                  | 191              | 119                | 22 672             |
| Man                  | Man                | 39                  | 583              | 401                | 233 532            |
| Man                  | Podiagouiné        | 15                  | 261              | 105                | 27 358             |
| Man                  | Sandougou Soba     | 15                  | 222              | 53                 | 11 815             |
| Man                  | Sangouiné          | 21                  | 639              | 52                 | 33 206             |
| Man                  | Yapleu             | 2                   | 77               | 64                 | 4 943              |
| Man                  | Zagoué             | 7                   | 80               | 124                | 9 959              |
| Man                  | Ziogouiné          | 11                  | 157              | 81                 | 12 749             |
| Total Man            | 11                 | 149                 | 2 593            | 150                | 388 448            |
| Zouan-Hounien        | Banneu             | 11                  | 109              | 157                | 17 149             |
| Zouan-Hounien        | Bin-Houyé          | 21                  | 256              | 100                | 25 704             |
| Zouan-Hounien        | Goulaleu           | 24                  | 230              | 92                 | 21 232             |
| Zouan-Hounien        | Teapleu            | 33                  | 194              | 192                | 37 198             |
| Zouan-Hounien        | Yelleu             | 12                  | 114              | 100                | 11 413             |
| Zouan-Hounien        | Zouan-Hounien      | 49                  | 465              | 157                | 73 228             |
| Total Zouan-Hounien  | 6                  | 150                 | 1 368            | 136                | 185 924            |
| Sipilou              | Sipilou            | 11                  | 686              | 36                 | 24 593             |
| Sipilou              | Yorodougou         | 7                   | 422              | 27                 | 11 191             |
| Total Sipilou        | 2                  | 18                  | 1 108            | 32                 | 35 784             |
| Total Général Région | 33                 | 613                 | 12 284           | 85                 | 1 047 769          |

## Économie

### Agriculture
Comme dans la plupart des régions du pays, l'économie locale est basée sur l'agriculture avec une production végétale et animale relativement diversifiée. La région réalise diverses cultures d’exportation, en particulier le café, le cacao, l'hévéa et le palmier à huile, mais également de nombreuses cultures vivrières dont le riz, le manioc, le plantain et le maïs. Une activité d'élevage y existe et concerne les bovins, caprins et ovins, de même qu'une activité de pisciculture s'y est développée à la faveur du projet BAD-ouest.
Le potentiel agricole demeure important avec des écologies diversifiées comprenant des zones montagneuses, des plaines, des plateaux et des bas-fonds offrant ensemble des possibilités culturales variées. La pluviométrie variant entre 1 300 et 2 400 mm par an s'avère largement favorable à l’agriculture. Il en est de même du réseau hydrographique relativement dense.
En outre, le  projet BAD-Ouest a aménagé de nombreux bas-fonds dont la disponibilité favorise la culture du riz irrigué. Les nombreuses organisations professionnelles agricoles encadrées par l’ANADER (Structure de conseil agricole) confortent le dynamisme agricole de cette région qui bénéficie d'un environnement scientifique agricole varié que traduit la présence du CNRA, du Centre Néerlandais, du Centre Suisse ainsi que des universités d’Abobo-Adjamé et de Cocody.

### Industrie
La Société des Mines d’Ity (SMI) exploite la mine d'or d'Ity d’une superficie de 25 km2 dans la région du Tonkpi
Le secteur de l'eau et de l'assainissement s'est sérieusement dégradé dans le Tonkpi durant la crise en Côte d'Ivoire. De nombreuses infrastructures hydrauliques ont été détruites au cours des affrontements tandis que de nombreuses autres se sont détériorées faute d'entretien.

### Commerce
La région abrite diverses institutions financières dont la BACI, la SIB, le FIDRA et la SGBCI. De même, diverses institutions de micro finance y sont installées et en particulier la Coopec.
Plusieurs compagnies de transport interurbain desservent la région.

## Culture
La région du Tonkpi présente de nombreuses attractions touristiques notamment, la source de la grotte mystique de Sogaleu à Danané, les ponts de lianes de Lieupleu, Vatouo, Zouan-Hounien, Souampleu ; un village de soixante masques initiatiques, Guélémou, le lieu de l'arrestation de Samory Touré dans le département de Biankouma. Toutefois, les sites touristiques de cette région ne sont pas évalués en raison d'un déficit de gestion et de maintenance consécutif, aux différentes crises subies par la Côte d'Ivoire au cours des dernières années.
Il en est ainsi de la grotte de vingt-quatre chambres de Donguiné dans le département de Danané, Gleugoualé et son énorme rocher, Gouakpalé à Man avec ses ponts de lianes, Zadèpleu également à Man qui sont en attente d'être découverts par les touristes et dont l'accès est difficile en raison de l'absence de routes adéquates et de moyens modernes de communication. Cette situation réduit les possibilités de vendre le potentiel touristique de la région.

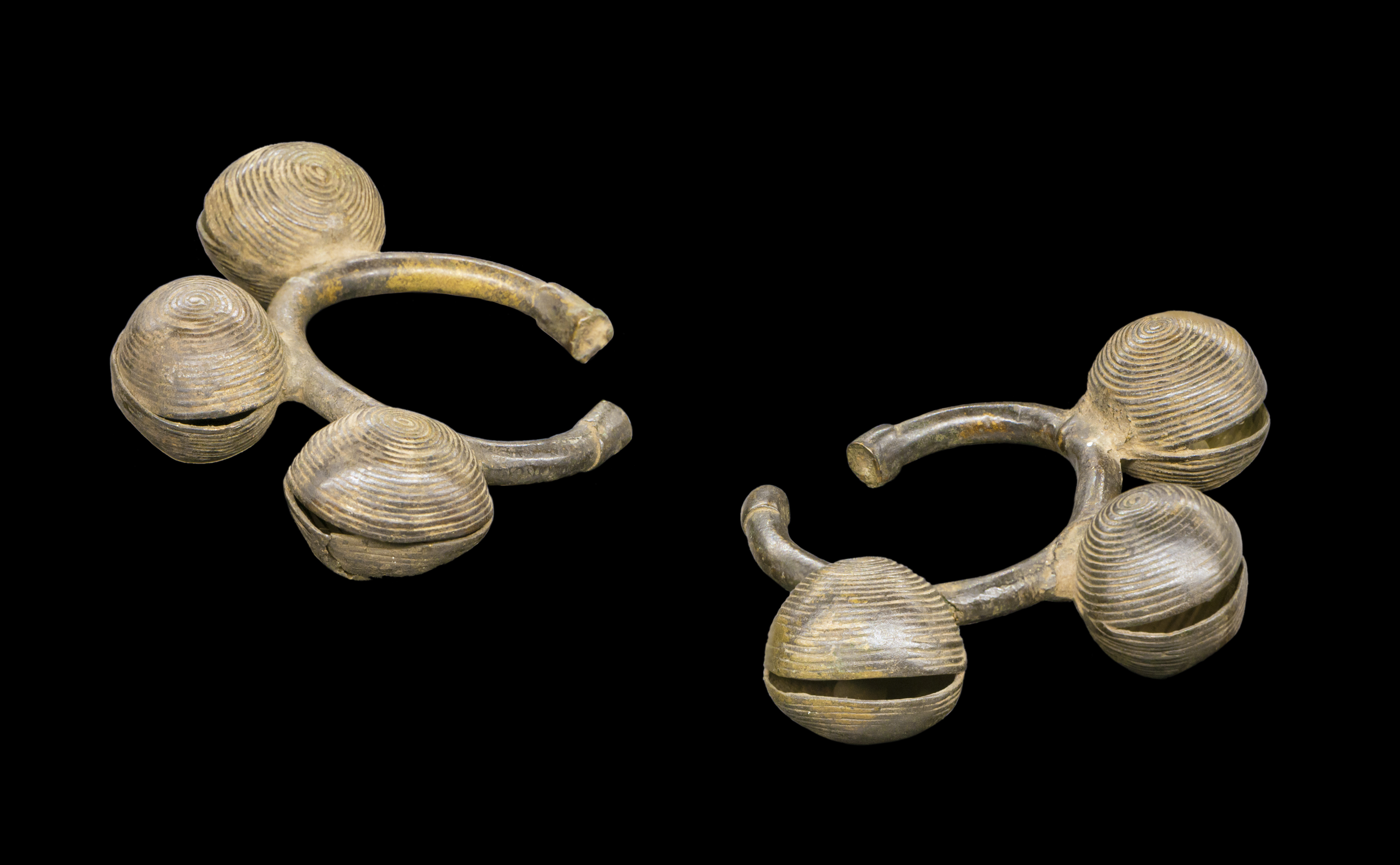
Bracelets de cheville. Culture Dan.
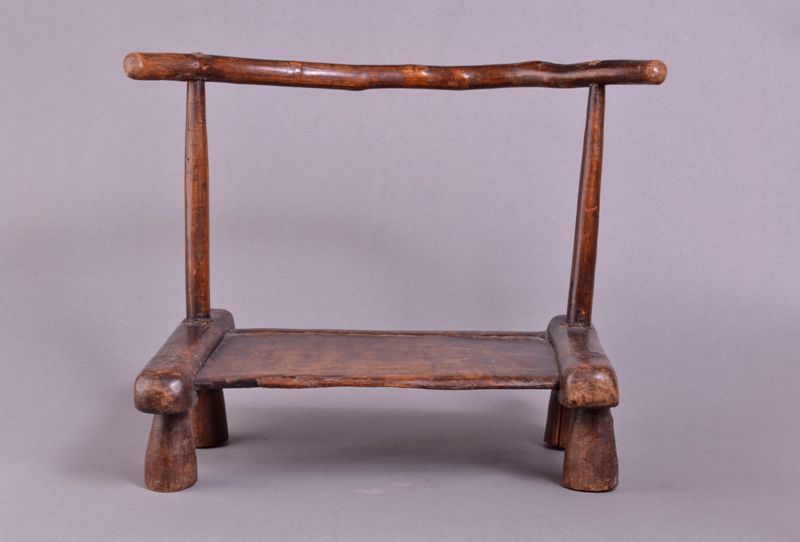
siège traditionnel Dan.
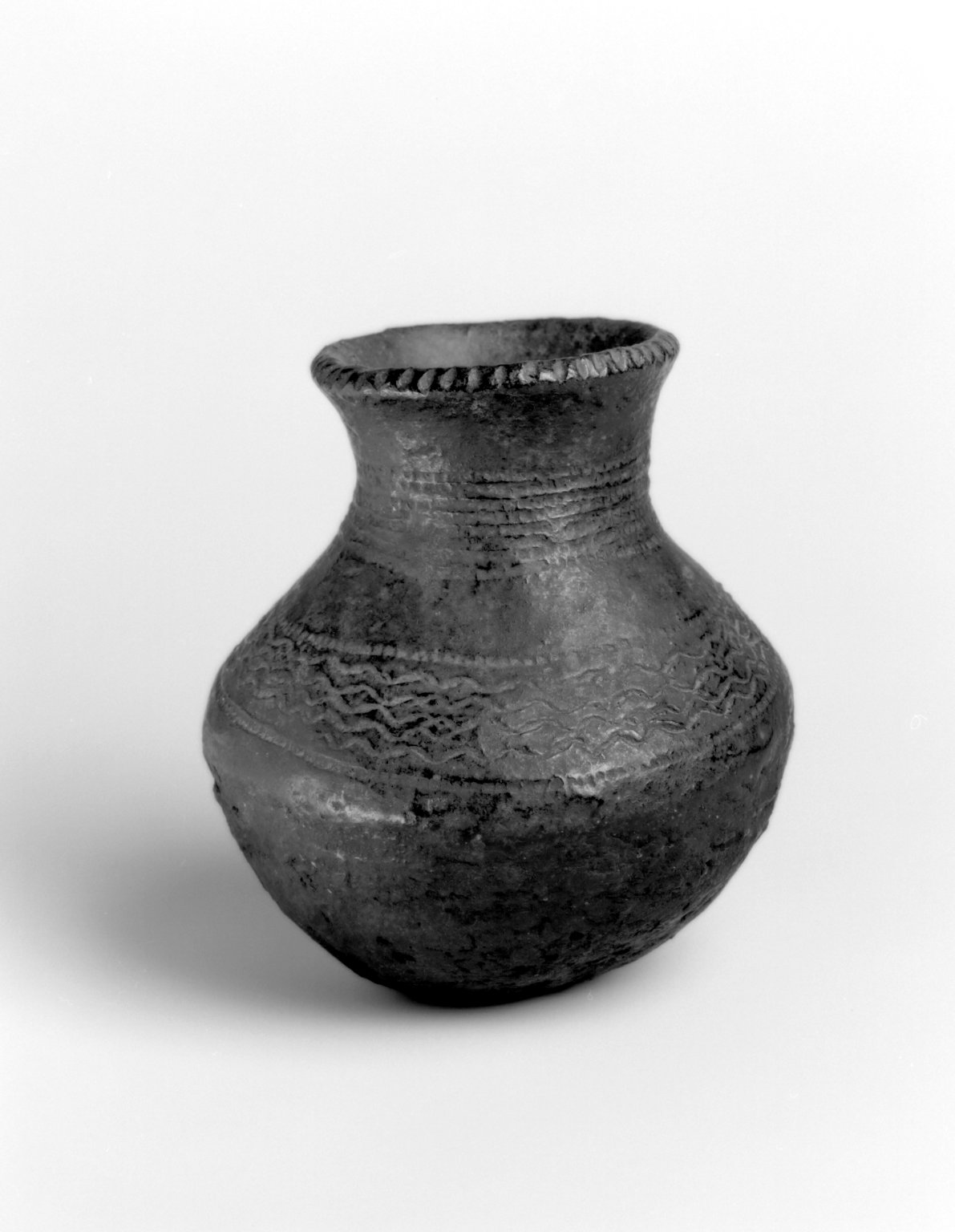
Pot en argile à usage médical.